# Clavy-Warby
Clavy-Warby is een gemeente in het Franse departement Ardennes (regio Grand Est) en telt 339 inwoners (2004). De plaats maakt deel uit van het arrondissement Charleville-Mézières.

## Geografie
De gemeente bestaat uit de dorpen Clavy en Warby. Beide dorpen liggen aan de rivier de Thin en zijn door een heuvel van elkaar gescheiden.
De oppervlakte van Clavy-Warby bedraagt 11,7 km², de bevolkingsdichtheid is 29,0 inwoners per km².
De onderstaande kaart toont de ligging van Clavy-Warby met de belangrijkste infrastructuur en aangrenzende gemeenten.

## Demografie
Onderstaande figuur toont het verloop van het inwonertal (bron: INSEE-tellingen).

Vanwege een beveiligingsprobleem met de MediaWiki Graph-software is het momenteel niet mogelijk deze grafiek weer te geven. Zodra de software is bijgewerkt zal de grafiek vanzelf weer zichtbaar worden.

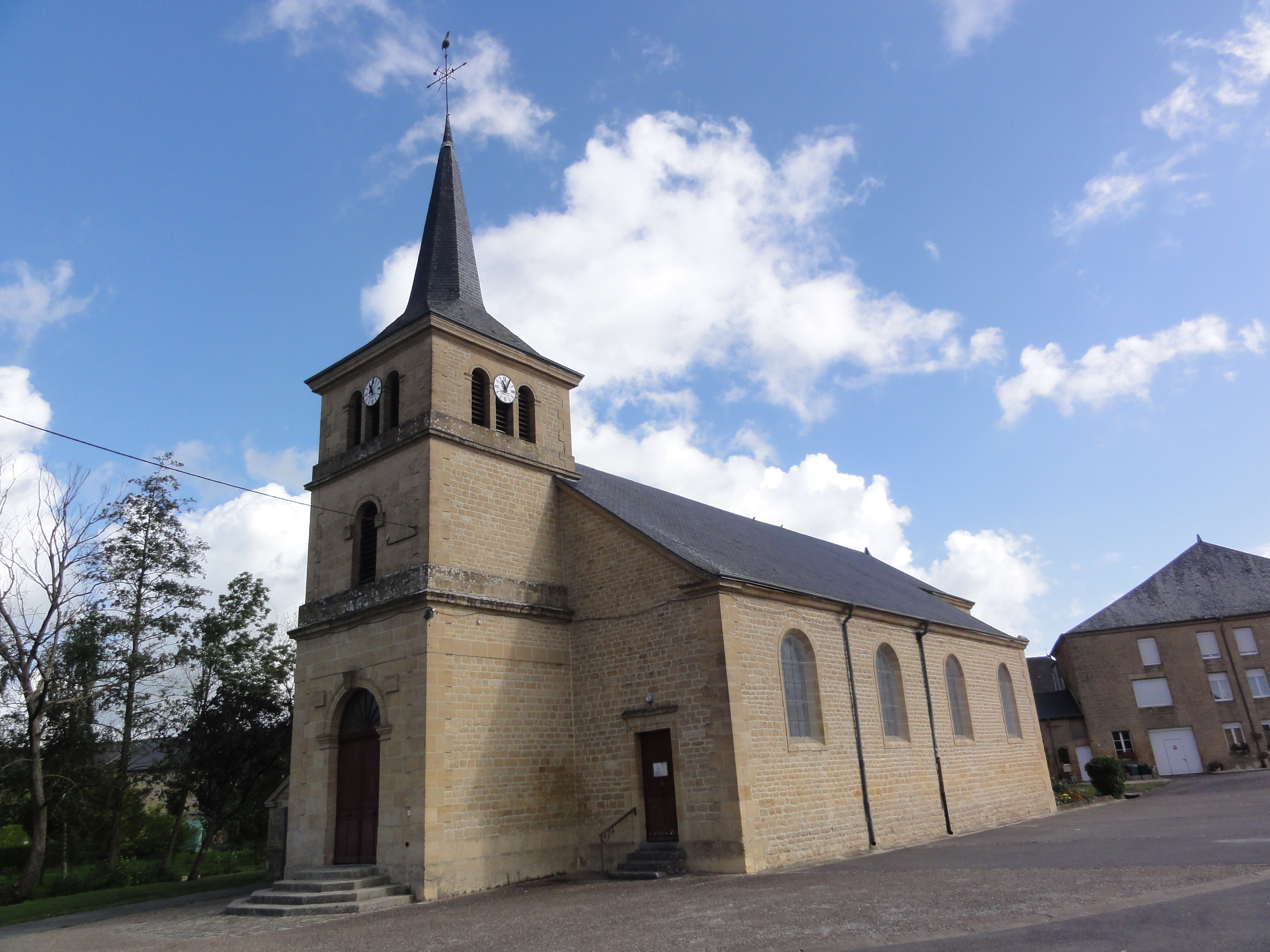
Kerk van Clavy
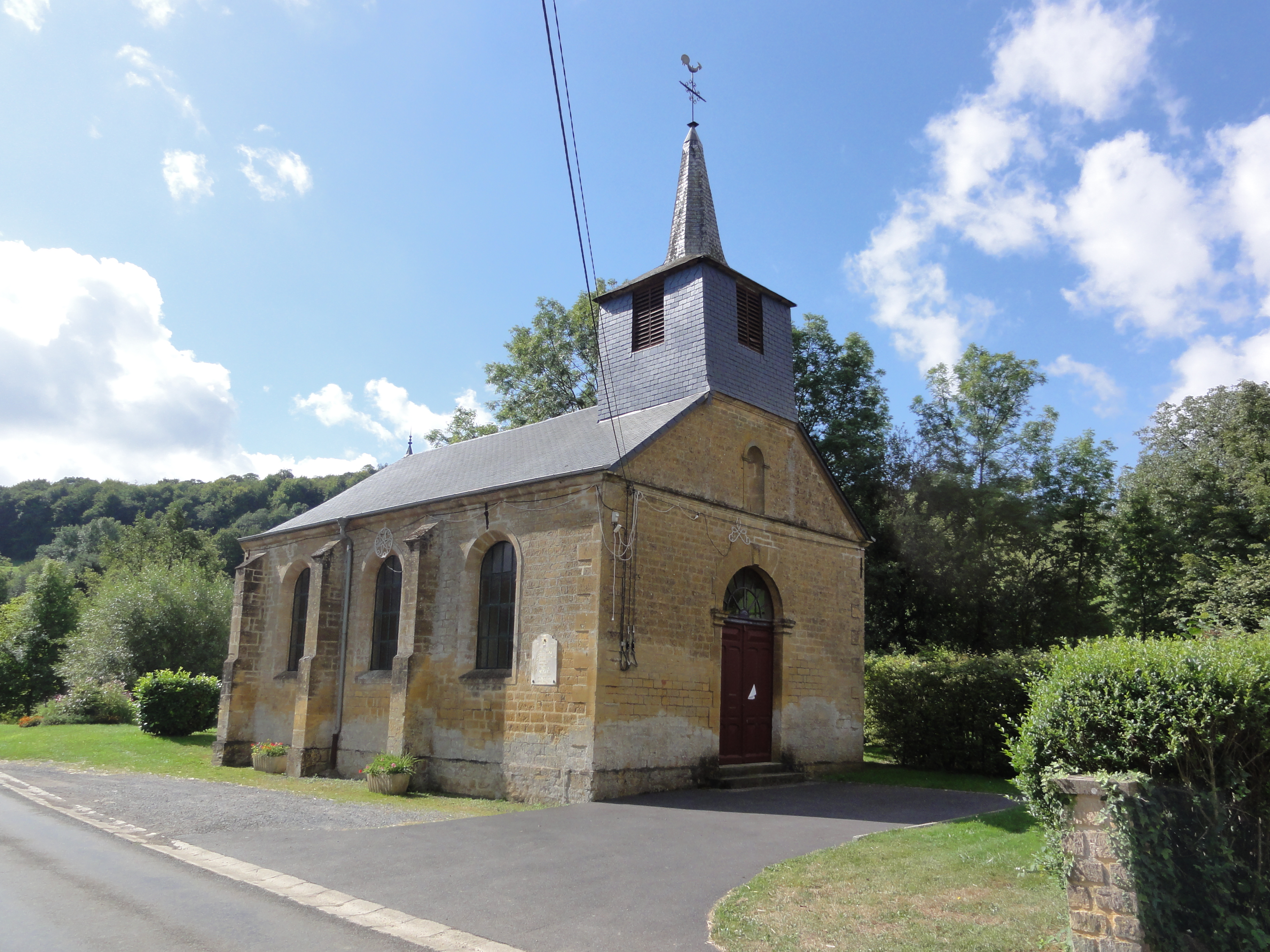
Kerk van Warby
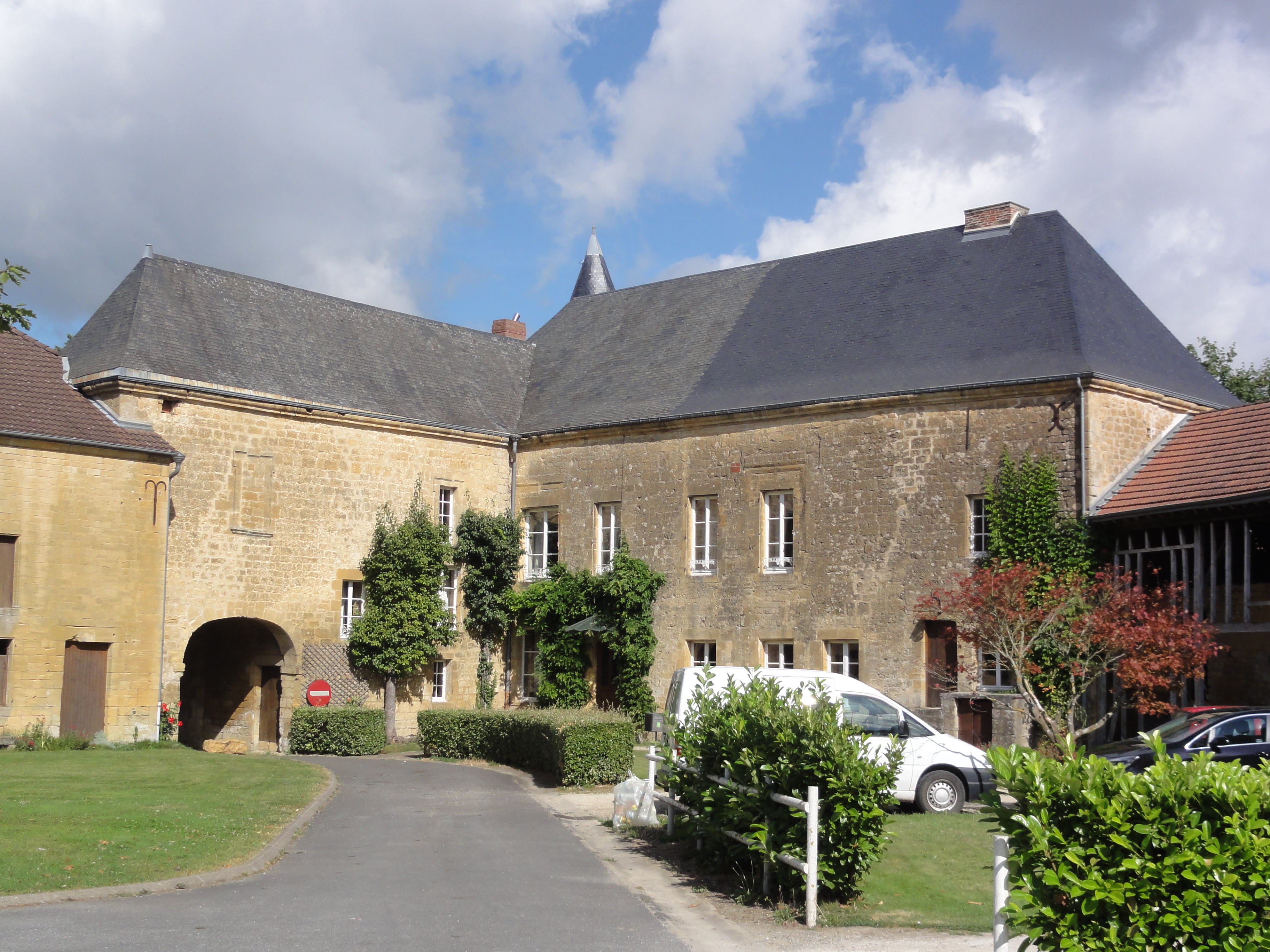
Kasteel van Clavy
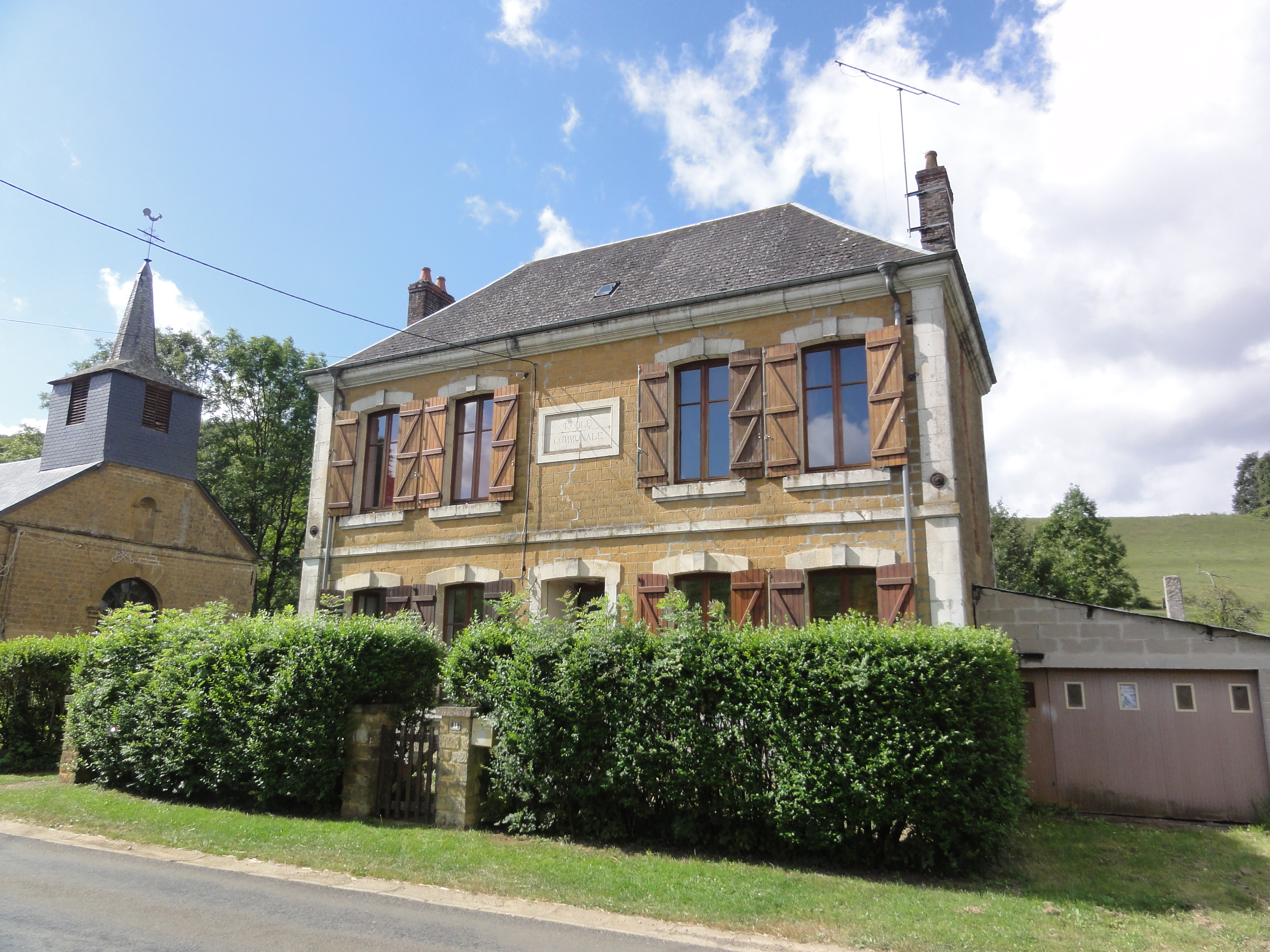
Voormalige school van Warby
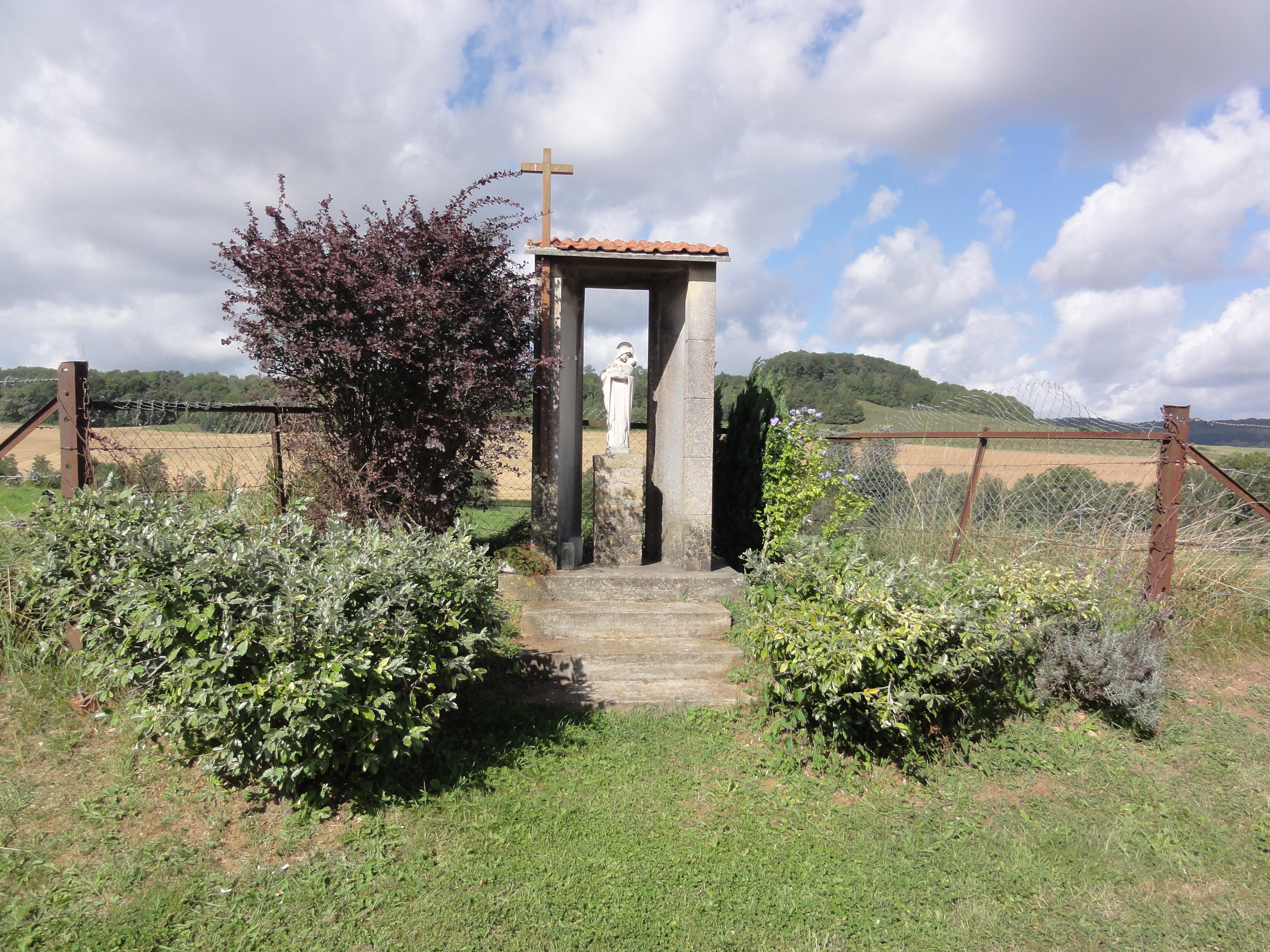
Wegkapel op de heuvel tussen de twee dorpen
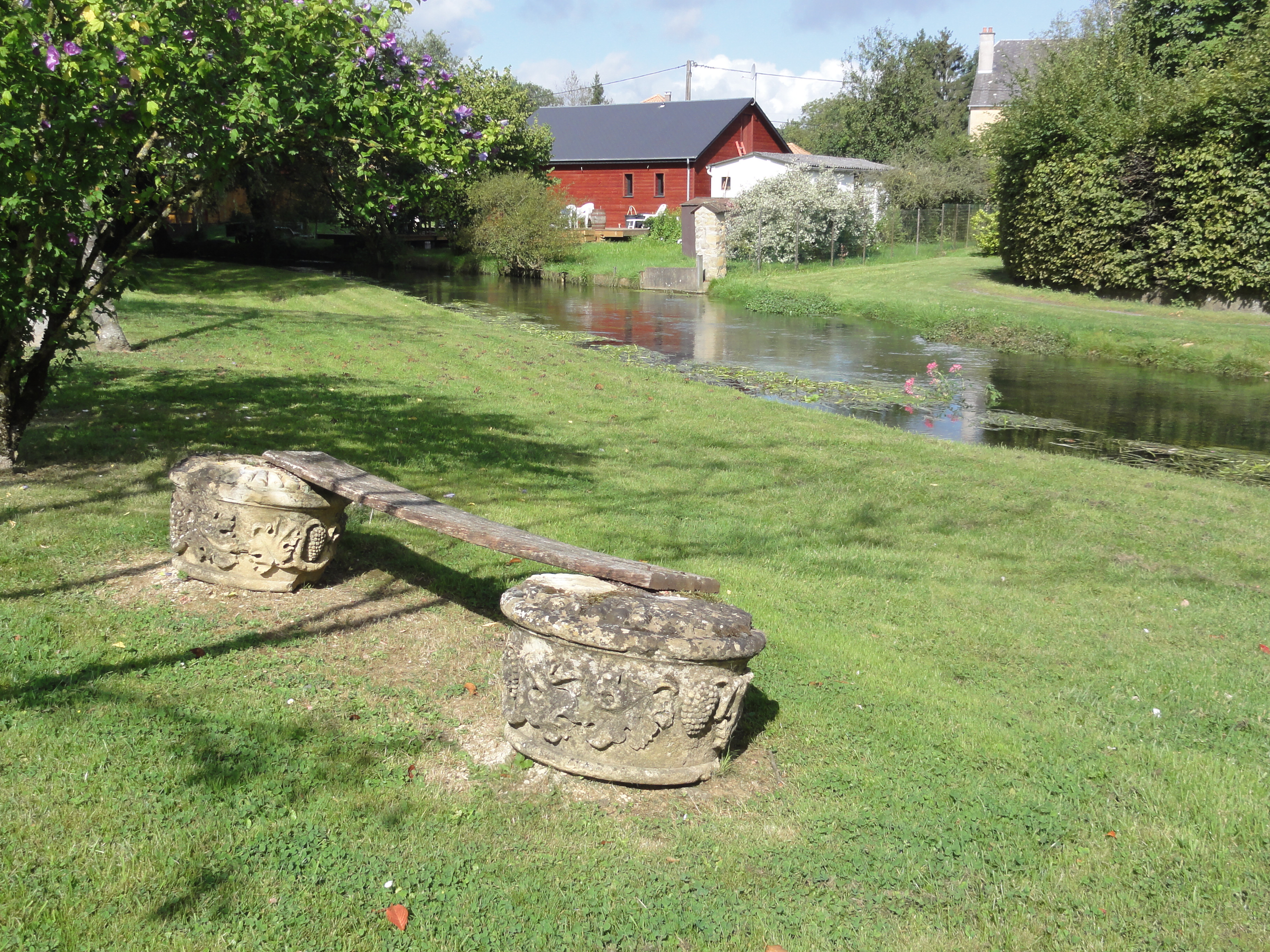
Parkje langs de Thin in Clavy.